# Lekcja kontrolna
Lekcja kontrolna – jeden z typów lekcji, który posiada swój cel dydaktyczny, którym jest kontrola stopnia przyswojenia przez uczniów danej partii materiału. Odbywa się ona w formie pisemnych kartkówek, sprawdzianów, lub zaliczeń ustnych i jest podstawą klasyfikacji oceny wiedzy ucznia. Przebiega zazwyczaj dwuetapowo:
1. czynności wstępne obejmujące przygotowanie grupy uczniów do sprawdzenia wiedzy, rozdanie pytań i objaśnienie ich treści,
2. rozwiązywanie przez uczniów poleceń, których treść otrzymali.

Lekcję kontrolną stosuje się na wszystkich szczeblach nauczania we wszystkich typach szkół.